# Bever (Szwajcaria)

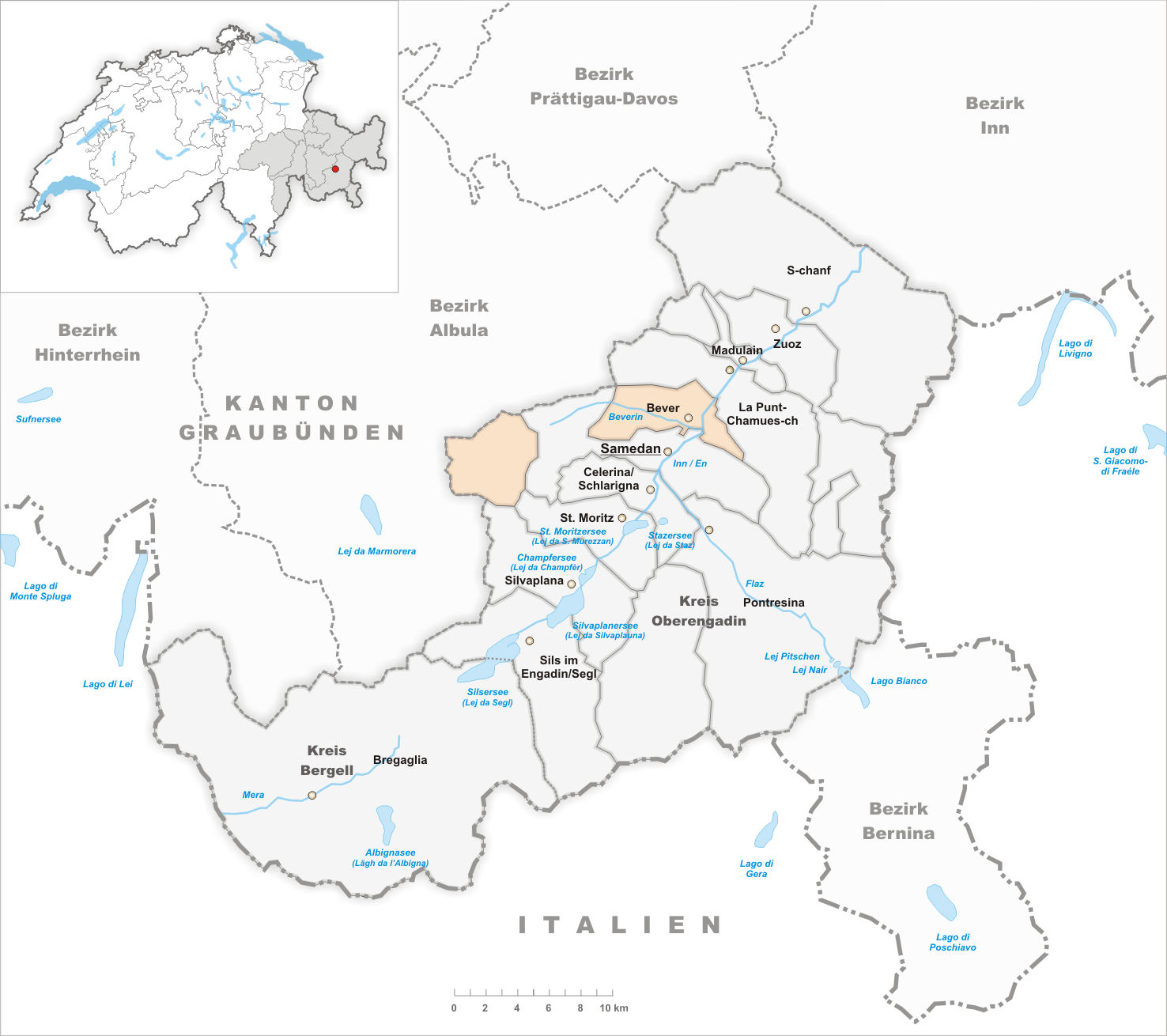
Gmina Bever w regionie Maloja

Bever (wł. Bevero, do 1943 Bevers) – miejscowość i gmina w południowo-wschodniej Szwajcarii, w kantonie Gryzonia, w regionie Maloja, ok. 10 km na północny wschód od Sankt Moritz. Leży na wysokości 1 708 m n.p.m. Powierzchnia gminy wynosi 45,75 km².

## Demografia
W Bever mieszkają 584 osoby. W 2020 roku 15,1% populacji gminy stanowiły osoby urodzone poza Szwajcarią. Większość ludności posługuje się niemieckim (66,56%), poza tym językiem retoromańskim (18,86%) i włoskim (11,73%).

## Transport
Przez teren gminy przebiega droga główna nr 27.